# Казакбаєв Абдикаїр
Абдикаїр Казакбаєв (24 січня 1920, село Чим-Коргон Семиріченської області, тепер Кемінського району Чуйської області, Киргизстан — 25 серпня 1967, місто Фрунзе, тепер Бішкек, Киргизстан) — киргизький радянський діяч, секретар ЦК КП Киргизії, міністр культури Киргизької РСР. Депутат Верховної ради Киргизької РСР. Член Бюро ЦК КП Киргизії з 23 березня 1958 до 11 серпня 1962 року. Кандидат історичних наук (1963), доцент.

## Біографія
Народився в селянській родині. На 1938 рік був слухачем робітничого факультету в місті Токмак. До 1941 року навчався в сільськогосподарському інституті.
У 1941 році з 4-го курсу інституту був призваний до Червоної армії, учасник німецько-радянської війни. Після закінчення військового піхотного училища, в грудні 1941 року був направлений на фронт. Служив командиром взводу, а потім командиром роти 3-го окремого стрілецького батальйону 96-ї стрілецької бригади 1245-го стрілецького полку 375-ї стрілецької дивізії 30-ї армії. У боях на Калінінському фронті 12 серпня 1942 року біля міста Ржева був важко поранений в праву руку та ліву ногу, лікувався в евакуаційних госпіталях, став інвалідом війни 2-ї групи (втратив ліву ногу). У квітні 1943 року, після демобілізації, повернувся до міста Фрунзе. 
У травні 1943—1945 роках — секретар ЦК ЛКСМ Киргизії.
Член ВКП(б) з 1944 року.
У 1945—1948 роках — слухач Вищої партійної школи при ЦК ВКП(б) у Москві.
У 1948—1949 роках — завідувач відділу пропаганди та агітації Фрунзенського обласного комітету КП(б) Киргизії.
У 1949—1952 роках — начальник Управління у справах мистецтв при Раді міністрів Киргизької РСР.
У 1952—1953 роках — завідувач відділу літератури та мистецтва ЦК КП Киргизії.
У 1953—1958 роках — міністр культури Киргизької РСР.
23 березня 1958 — 11 серпня 1962 року — секретар ЦК КП Киргизії з питань ідеології. 
Одночасно 11 травня 1961 — 15 квітня 1963 року — голова Верховної ради Киргизької РСР.
У 1963—1966 роках — директор Киргизької філії Інституту марксизму-ленінізму при ЦК КПРС; директор Інституту історії партії при ЦК КП Киргизії.
У серпні 1966 — 25 серпня 1967 року — проректор з навчальної та наукової роботи Киргизького державного жіночого педагогічного інституту імені Маяковського в місті Фрунзе.
Помер 25 серпня 1967 року в місті Фрунзе. Похований на Ала-Арчинському цвинтарі міста Фрунзе (Бішкеку).

## Звання
- лейтенант

## Нагороди
- орден Вітчизняної війни ІІ ст. (30.05.1951)
- два ордени Трудового Червоного Прапора (1964,)
- медаль «За перемогу над Німеччиною у Великій Вітчизняній війні 1941—1945 рр.» (1945)
- медаль «За доблесну працю у Великій Вітчизняній війні 1941—1945 рр.» (1945)